# Фентон, Рубен
Рубен Итон Фентон (англ. Reuben Eaton Fenton; 4 июля 1819, Кэррол, Нью-Йорк, США — 15 августа 1885, Джеймстаун, Нью-Йорк, США) — американский политический деятель.

## Биография
Фентон начал свою политическую карьеру в качестве демократа. Он был первым членом Палаты представителей Конгресса США от штата Нью-Йорк (1853—1855). Он присоединился к новой Республиканской партии и был снова членом Палаты представителей в 1857—1864 годах. Занимал пост губернатора Нью-Йорка с 1865 по 1868 год, член Сената США, 1869—1875.
Фентон был противником рабства, и был близок к Аврааму Линкольну. Предполагалось, что он примет участие в президентских выборах в 1868 году, в качестве кандидата в вице-президенты, но кандидатом стал Шайлер Колфакс, который и был избран вице-президентом. Фентон был одним из противников Улисса Гранта, покинувших республиканцев из-за президентских выборов 1872 года.
В 1878 году Фентон был представителем США на международной конференции по монетаризму в Париже. В последние годы Фентон представлял Либерально-Республиканской партию в Сенате США.